# آيفديل
آيفديل (بالروسية: Ивдель) هي إحدى مدن روسيا في الكيان الفدرالي الروسي سفيردلوفسك أوبلاست.

## المناخ
يظهر الجدول التالي التغييرات المناخية على مدار السنة لآيفديل:
| البيانات المناخية لـآيفديل        | البيانات المناخية لـآيفديل | البيانات المناخية لـآيفديل | البيانات المناخية لـآيفديل | البيانات المناخية لـآيفديل | البيانات المناخية لـآيفديل | البيانات المناخية لـآيفديل | البيانات المناخية لـآيفديل | البيانات المناخية لـآيفديل | البيانات المناخية لـآيفديل | البيانات المناخية لـآيفديل | البيانات المناخية لـآيفديل | البيانات المناخية لـآيفديل | البيانات المناخية لـآيفديل |
| الشهر                             | يناير                      | فبراير                     | مارس                       | أبريل                      | مايو                       | يونيو                      | يوليو                      | أغسطس                      | سبتمبر                     | أكتوبر                     | نوفمبر                     | ديسمبر                     | المعدل السنوي              |
| --------------------------------- | -------------------------- | -------------------------- | -------------------------- | -------------------------- | -------------------------- | -------------------------- | -------------------------- | -------------------------- | -------------------------- | -------------------------- | -------------------------- | -------------------------- | -------------------------- |
| المتوسط اليومي °م (°ف)            | −19.8 (−3.6)               | −16.6 (2.1)                | −6.7 (19.9)                | 1.0 (33.8)                 | 7.5 (45.5)                 | 14.1 (57.4)                | 17.4 (63.3)                | 13.5 (56.3)                | 7.6 (45.7)                 | −0.7 (30.7)                | −9.2 (15.4)                | −15.9 (3.4)                | −0.7 (30.8)                |
| الهطول مم (إنش)                   | 24.8 (0.98)                | 16.8 (0.66)                | 18.8 (0.74)                | 32.8 (1.29)                | 47.5 (1.87)                | 60.3 (2.37)                | 89.1 (3.51)                | 75.7 (2.98)                | 53.5 (2.11)                | 41.6 (1.64)                | 30.2 (1.19)                | 26.1 (1.03)                | 517.2 (20.37)              |
| متوسط أيام هطول الأمطار (≥ 1.0mm) | 7.5                        | 4.9                        | 4.5                        | 6.7                        | 7.7                        | 9.3                        | 10.1                       | 10.6                       | 9.5                        | 9.0                        | 7.4                        | 7.2                        | 94.4                       |
| ساعات سطوع الشمس الشهرية          | 54                         | 99                         | 161                        | 188                        | 247                        | 284                        | 283                        | 212                        | 132                        | 89                         | 56                         | 25                         | 1٬830                      |
| المصدر: NOAA (1961-1990)          |                            |                            |                            |                            |                            |                            |                            |                            |                            |                            |                            |                            |                            |